# KV34
KV34号陵墓是帝王谷东谷的一个陵墓,是法老图特摩斯三世的陵墓。

## 陵墓内部

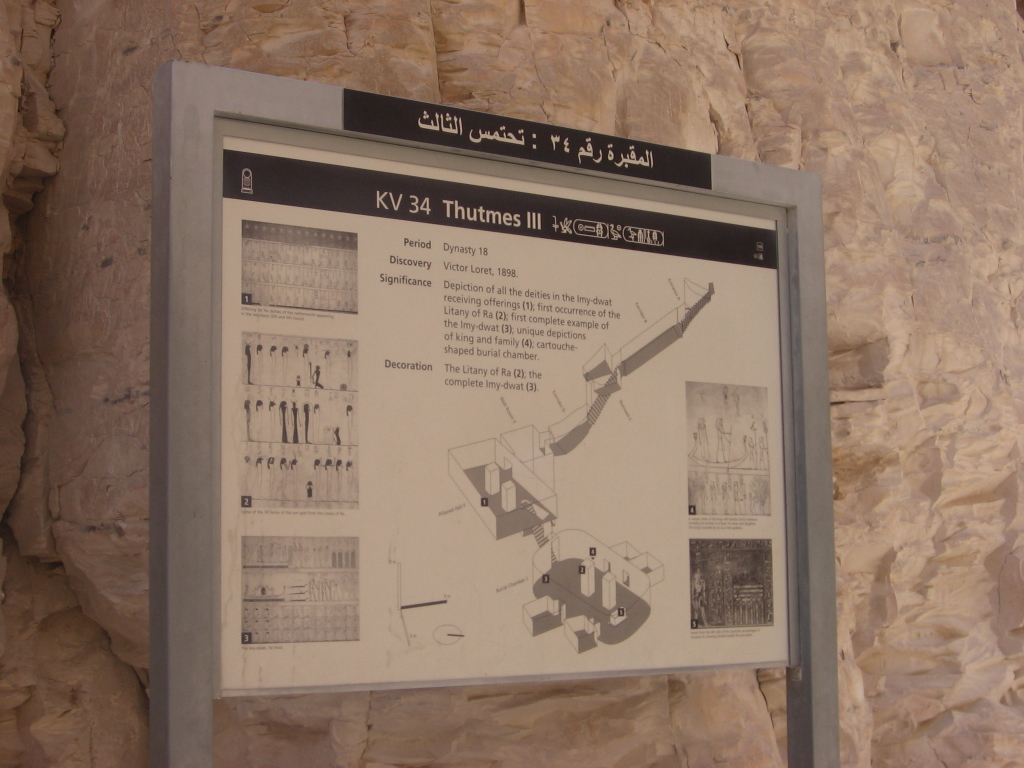
图特摩斯三世陵墓的结构图

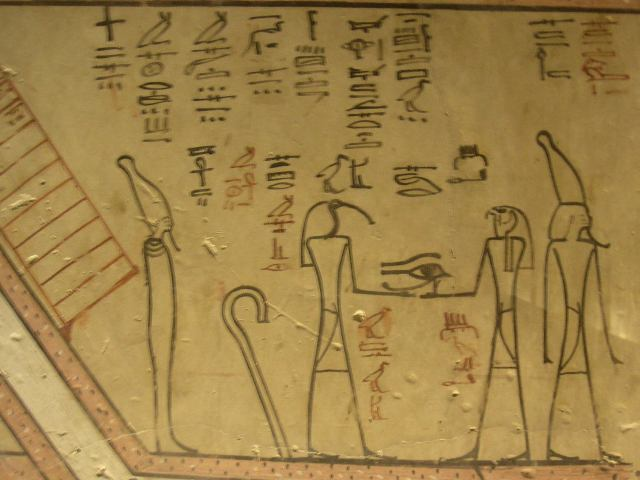
KV34里的部分壁画

KV34建造在悬崖中,而陵墓里的壁画画法在帝王谷是独一无二的,它是以单一黑线画出一些古埃及神明的图案与一些象形文字,墓室与部分走廊也以Amduat与拉之连祷(Litany of Ra)的形象设计的,而墓室上也能清楚看见天花板上的蓝天与五角星,陵墓里的石棺曾被盗墓贼破坏,许多陪葬品都被盗墓贼盗走,图特摩斯三世的木乃伊也被移到停灵庙的木乃伊坑(DB320),部分走廊呈现狗的脚的形状。

## 发现与觀光
KV34曾在古代被人打开,后来其陵墓地址却遗失了,1898年,其陵墓被Victor Loret再次发现,现在,政府决定开放此墓给游客参观。